# Kragbogen
Als Kragbogen (englisch corbel arch) oder als falscher Bogen bezeichnet man in der Architektur eine Bauweise zum Überbrücken von Tür- oder Fensteröffnungen im Mauerwerk. Er gilt als eine historische Vorstufe des echten Bogens. Er lässt sich bei ausreichender Steilheit der Seitenflächen einfach und ohne Lehrgerüst aufmauern. Ein Kragbogen kann als eine Folge von übereinanderliegenden Kämpfern oder Konsolen angesehen werden.

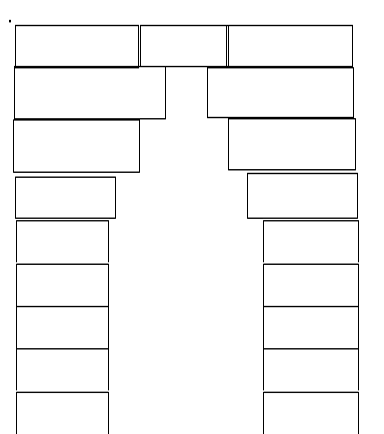
Ein Kragbogen, mit kurzem Sturz als Schlussstein, der sich ohne Lehrgerüst erstellen lässt.

Man findet ihn in alten Bauwerken, beispielsweise bei Torbögen der Maya, sowie beim Zerfall von altem Mauerwerk unter Verlust von Steinen.
In modernen Bauten findet er keine Verwendung mehr.

## Die Unterscheidung zwischen echtem und falschem Bogen

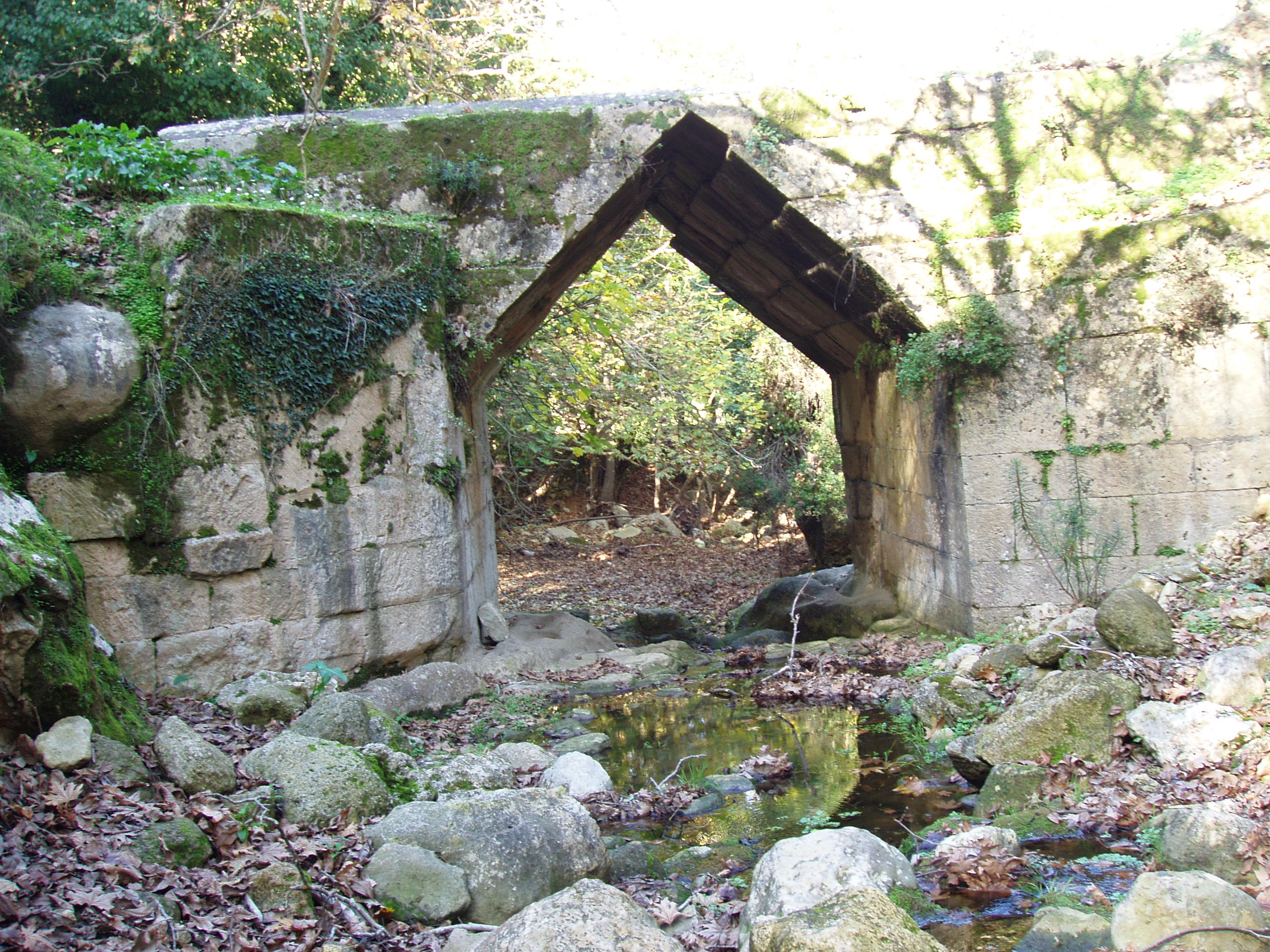
Kragbogen der vorrömischen Brücke von Eleutherna auf Kreta

Beim echten Bogen (Rundbogen) sind die Bogensteine radial angeordnet. Beim falschen Bogen (Kragbogen) sind die Bogensteine überlappend (= kragend) angeordnet.

Beim echten Bogen wird der Schlussstein von den restlichen Bogensteinen unter Spannung eingeklemmt. Bei der idealisierten Sonderform des falschen Bogens (oben ganz links) ist dies nicht der Fall. Bei einem breiteren und unregelmäßig gemauerten falschen Bogen, wie oben auf der rechten Abbildung, wird sich jedoch zwischen den Steinen des Bogens ebenfalls eine Zwängung ergeben.

## Konstruktion
Stürze aus Stein sind aufwändig herzustellen und wenig belastbar. Aufgrund geringfügiger Setzungen im Baukörper bilden sich im Laufe der Zeit häufig Risse. Hölzerne Stürze eignen sich nur für gewisse Spannweiten. Sie sind empfindlich gegenüber Feuer und Feuchtigkeit und wurden in monumentalen Steinbauten oft wohl auch aus ästhetischen Gründen nicht vorgesehen.
Statt eines Trägers setzten alte Kulturen daher oftmals Kragbogenkonstruktion ein, bei denen kaum Zugkräfte auftreten. Durch aufeinanderfolgende Auskragung verkleinert sich die Öffnung nach oben hin, bis sie von einem oder zwei abschließenden Steinen kleiner Spannweite geschlossen werden kann.
Sofern ausreichend lange Steine verwendet oder der Bogen genügend steil gemauert wird, sind Kragbögen im Gegensatz zu echten Bögen während der Bauphase nicht auf ein Stützgerüst angewiesen. Dies gilt nicht für filigrane Kragbögen, die zudem zur abschließenden Stabilisierung auf die Auflast des umliegenden Mauerwerks angewiesen sind.

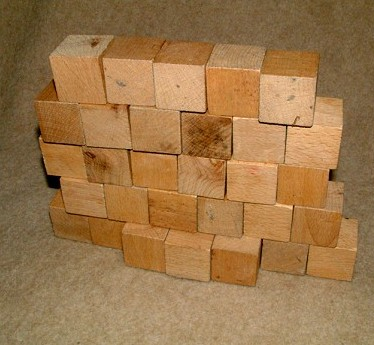
Bild 1: Eine Mauer aus locker aufeinander geschichteten Steinen, aus der drei Steine aus der Basis herausgelöst werden sollen
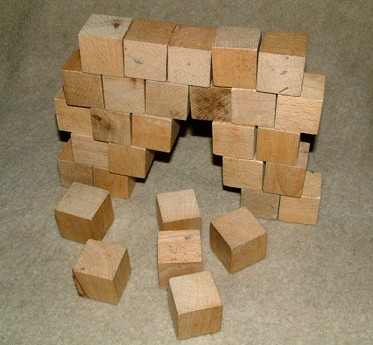
Bild 2: Im Mauerwerk bildet sich nach Entfernen der Steine ein Kragbogen.
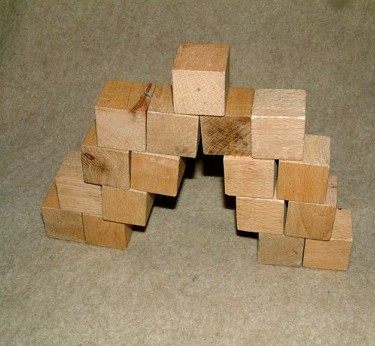
Bild 3: Der Kragbogen steht nach Verschlankung kurz vor dem Zusammenbruch.

Die Bilderreihe oben zeigt eine Mauer (Bild 1), aus der drei Steine herausgelöst werden. Die Mauer stürzt nicht ein, aber es fallen drei weitere Steine heraus, die einen Durchbruch in Dreieckform bilden (Bild 2) – in der Mauer hat sich ein Kragbogen gebildet. Seine Tragfähigkeit ist gering, er stabilisiert sich über das Gewicht der umgebenden Steine.
Die Struktur lässt sich kaum verschlanken, ohne dass sie zusammenbricht (Bild 3, der Kragbogen steht kurz vor dem Einbruch).
Während in einem echten Bogen idealerweise nur Druckkräfte auftreten, muss das Baumaterial eines Kragbogens auch Scher- und mehr oder weniger große Zugkräfte aufnehmen. Sie sind handwerklich einfacher zu errichten.

Aufgrund des weniger eindeutigen Kräfteverlaufs können besonders breite Kragbögen und solche, die mit wenig oder schwach bindendem Mörtel hergestellt werden, nicht so filigran ausgeführt werden wie echte Bögen.

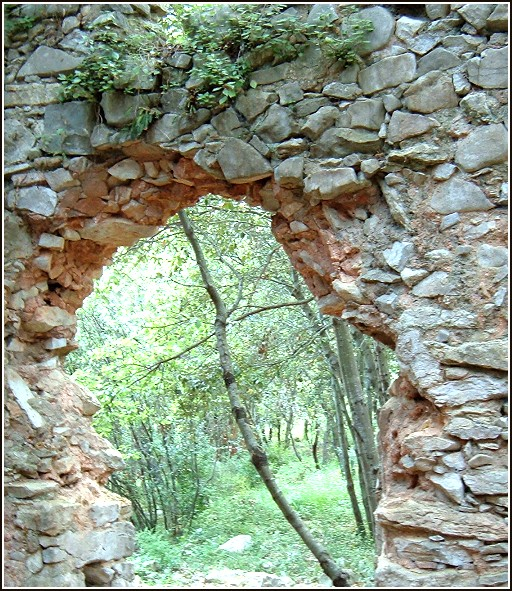
Nachdem ein Loch in der Mauer entstanden ist, hat sich ein Kragbogen gebildet. Das verbleibende Mauerwerk wird durch die Haftkraft des Mörtels und durch Zwängung gehalten.

Ein Kragbogen entsteht unbeabsichtigt, wenn aus beschädigtem Mauerwerk Steine herausfallen; die darüber verbleibenden Steine halten sich dann durch Druckkräfte gegenseitig und bilden einen falschen Bogen, solange ein ausreichender Kontakt zwischen den Steinen besteht und die Pressung durch Auflast gesichert ist.

Aus der Wand im nebenstehenden Bild ist der ursprünglich vorhandene, hölzerne Türsturz herausgebrochen, mit ihm Teile des Mauerwerks.

## Beispiele

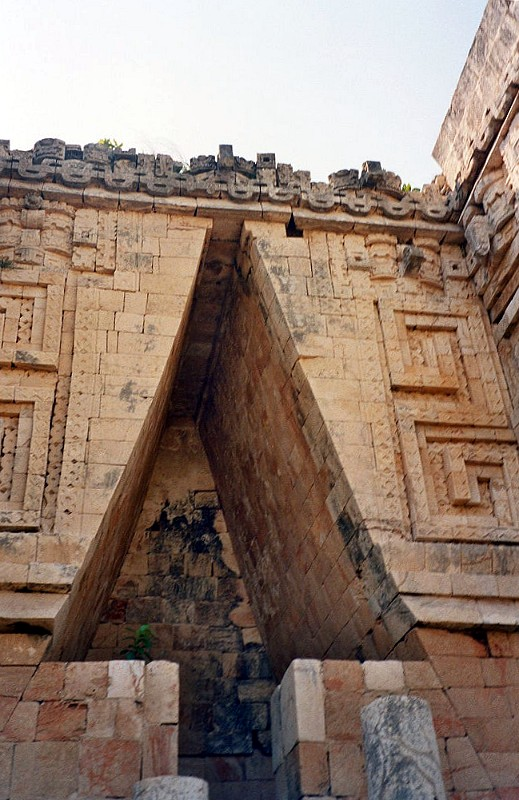
Maya-Bogen in Uxmal

Die Maya in Mesoamerika, aber auch die Ägypter und indischen und hinterindischen Kulturen kannten keinen echten Bogen. Das Bild rechts ist typisch für die Konstruktion von Toröffnungen. Die geglätteten Wände der Bogenlaibung verlaufen in spitzem Winkel nach oben und finden ihren Abschluss in einer flach aufgelegten Steinplatte.
Kragbögen finden sich als Strukturelement auch in prähistorischen Steinbauten, zum Beispiel in der minoischen Kultur in Kreta oder bei den Nuragern in Sardinien ca. 1500 v. Chr., siehe Bild links.

## Galerie

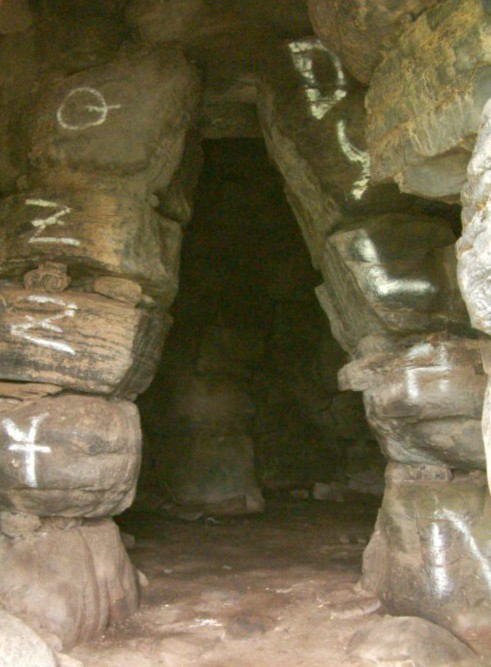
Kragbogen in einer prähistorischen Steinburg
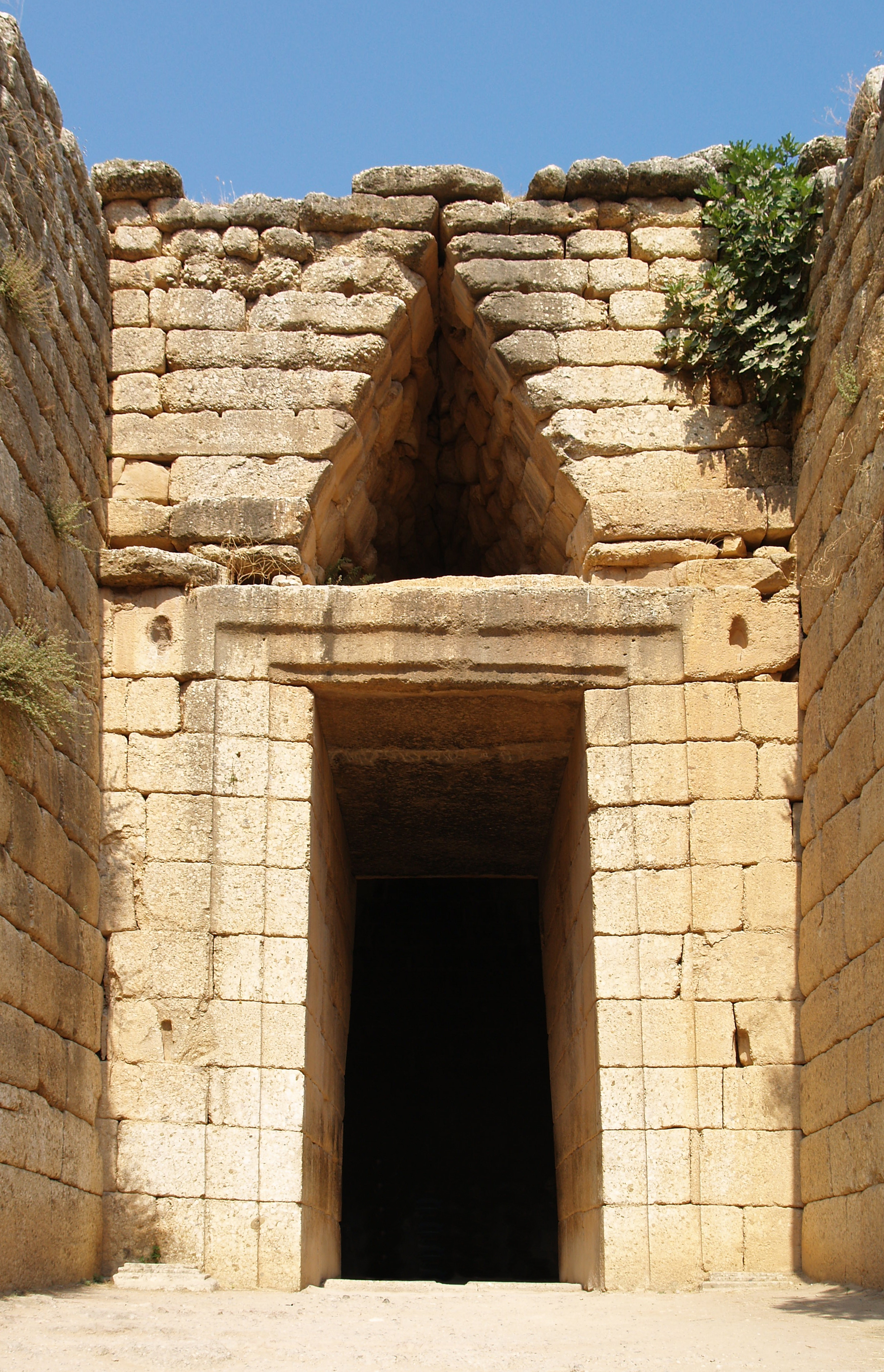
Kragbogen des mykenischen „Schatzhaus des Atreus“
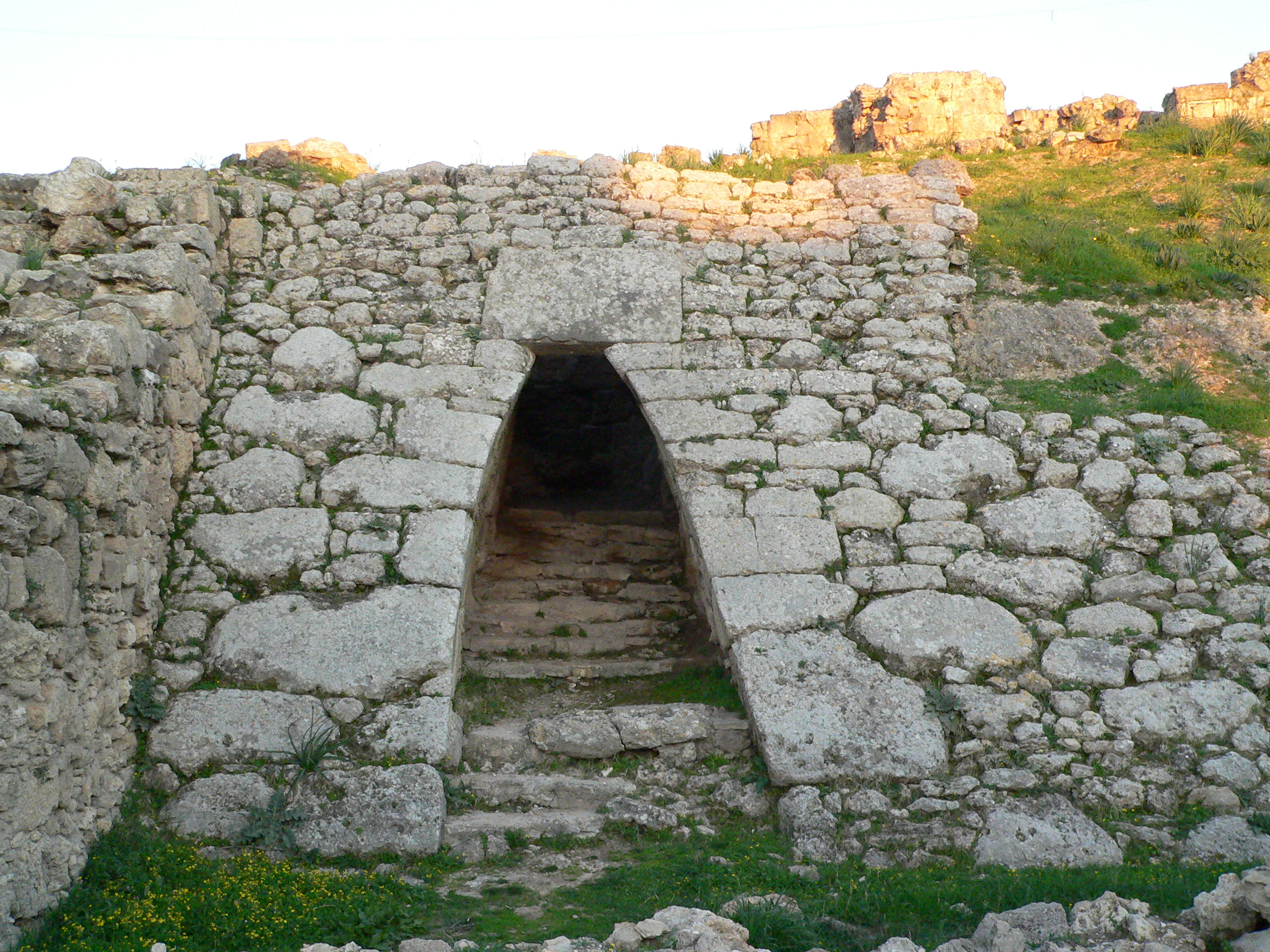
Kragbogen des Eingangs zum Palast von Ugarit
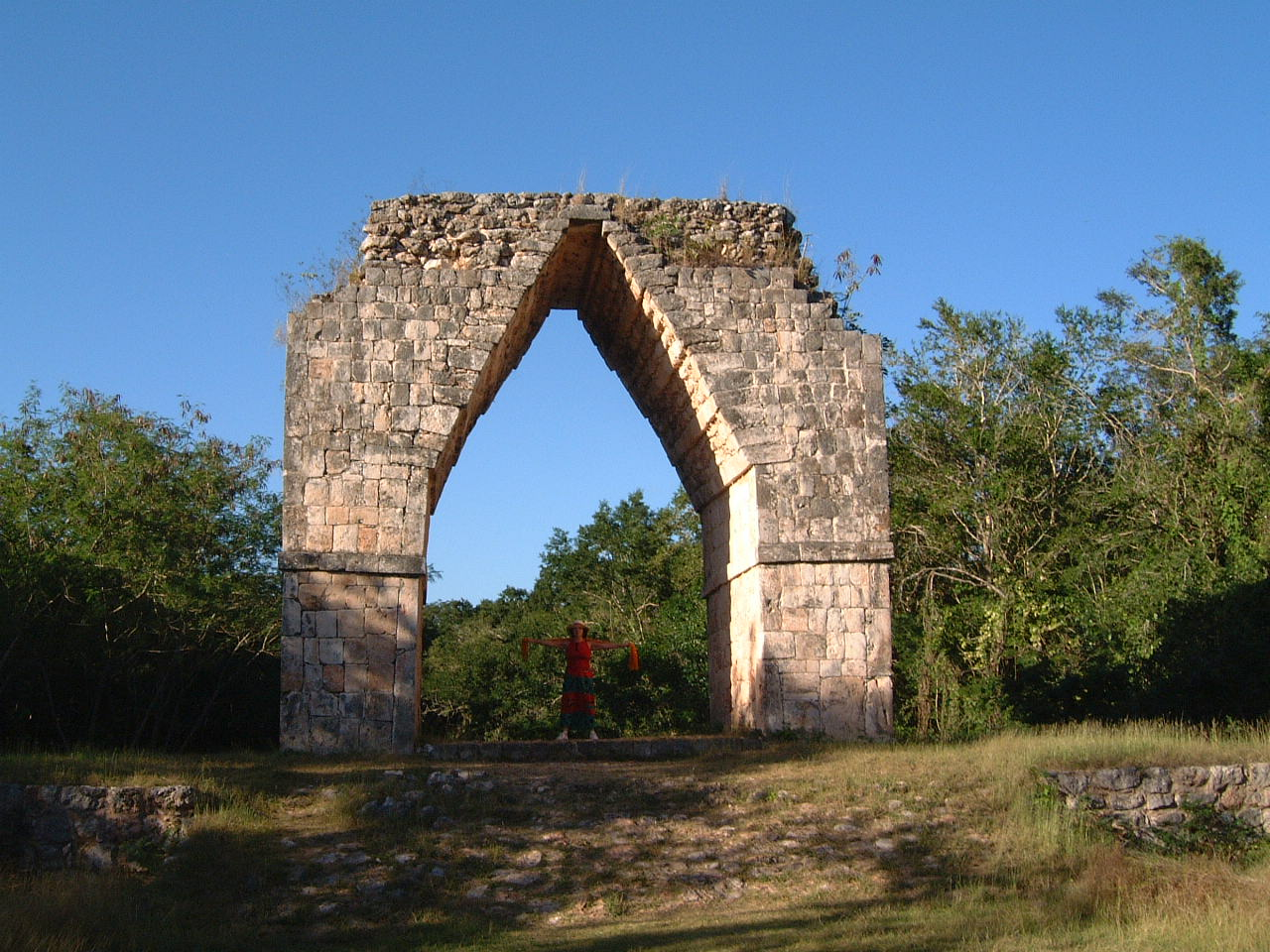
Bogen von Kabah (um 800)
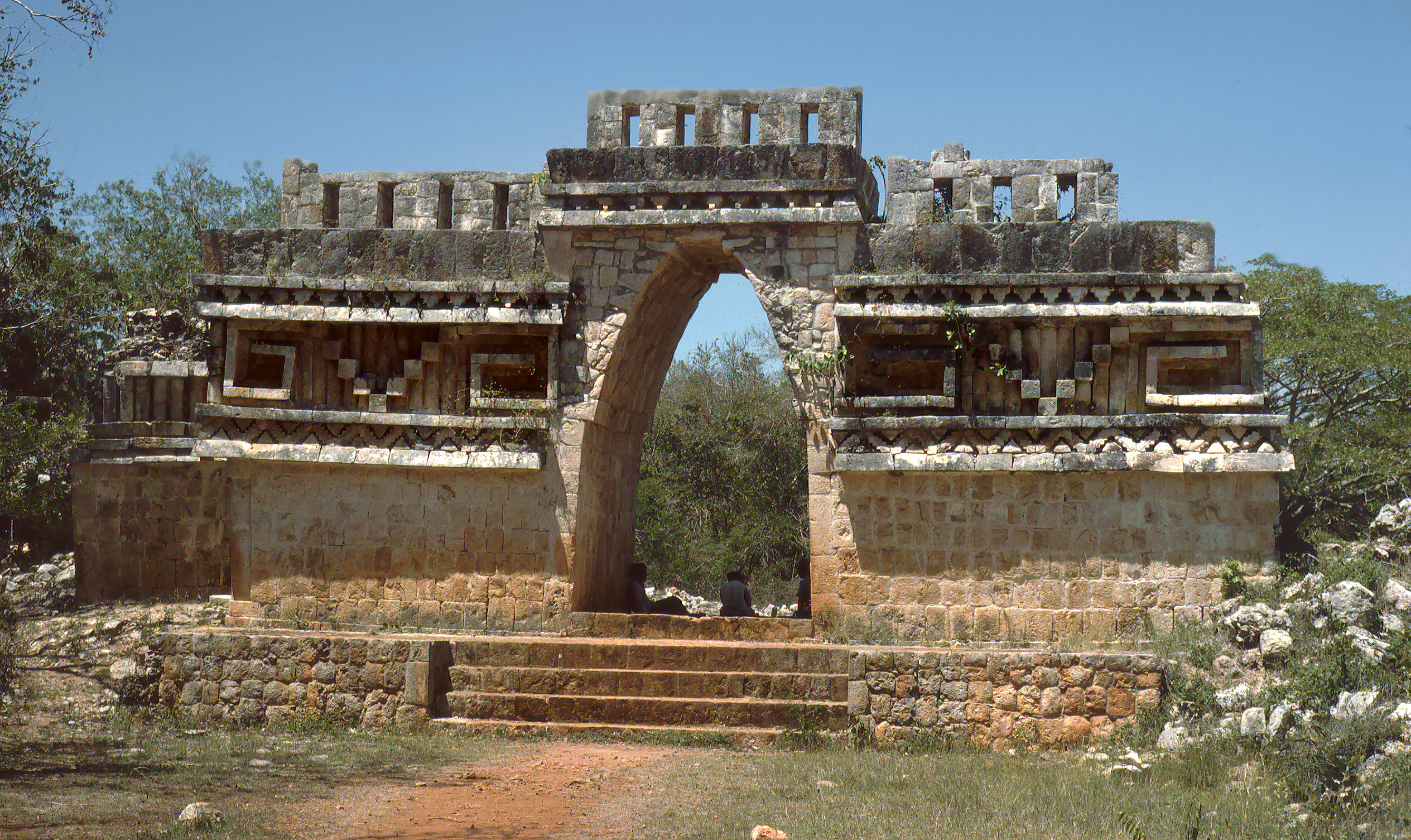
Bogen von Labná (um 800)
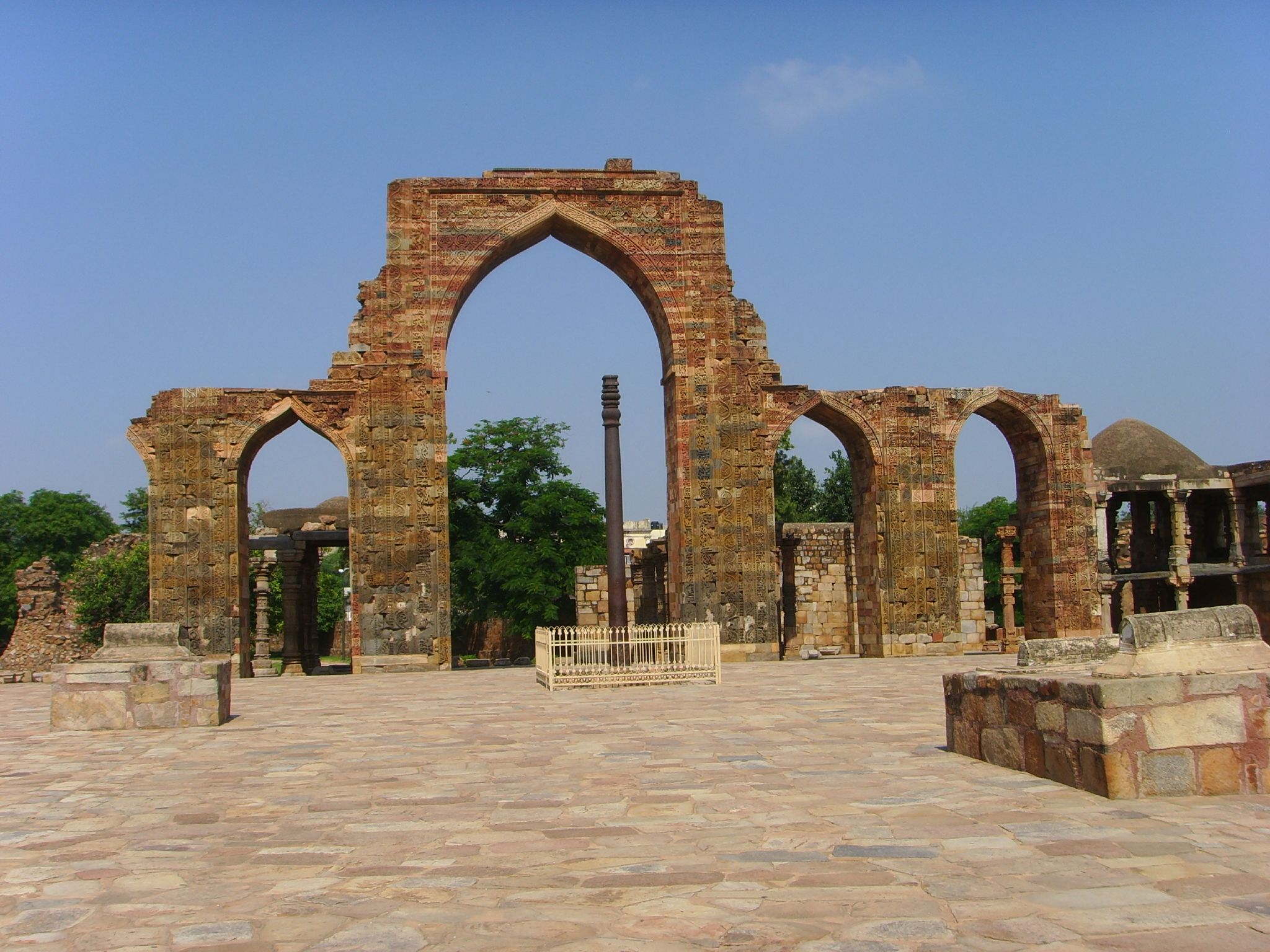
Kragbögen der Quwwat-ul-Islam-Moschee in Delhi (um 1195)
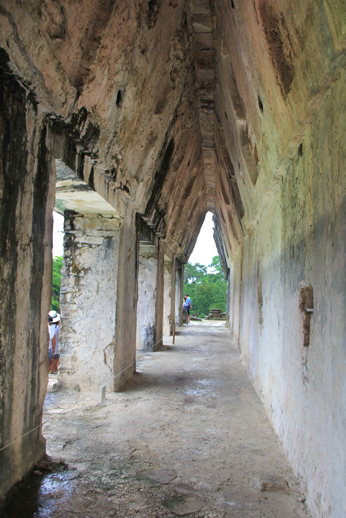
Ein Gewölbe aus Kragsteinen über dem Wandelgang des Palastes von Palenque
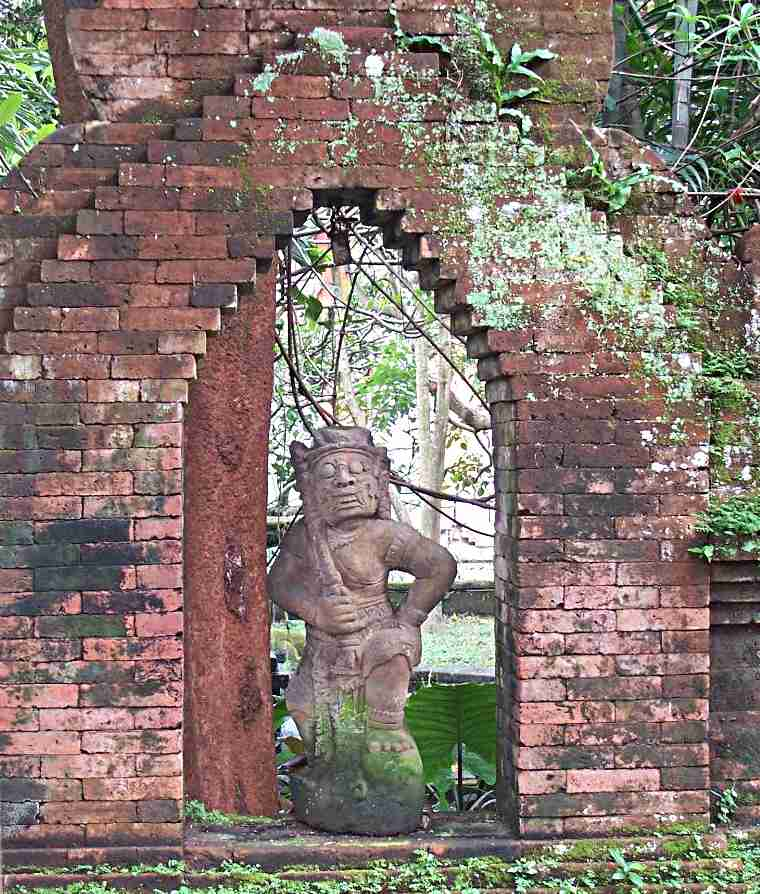
Kragbogen aus Ziegelsteinen in Ubud in Bali, Indonesien
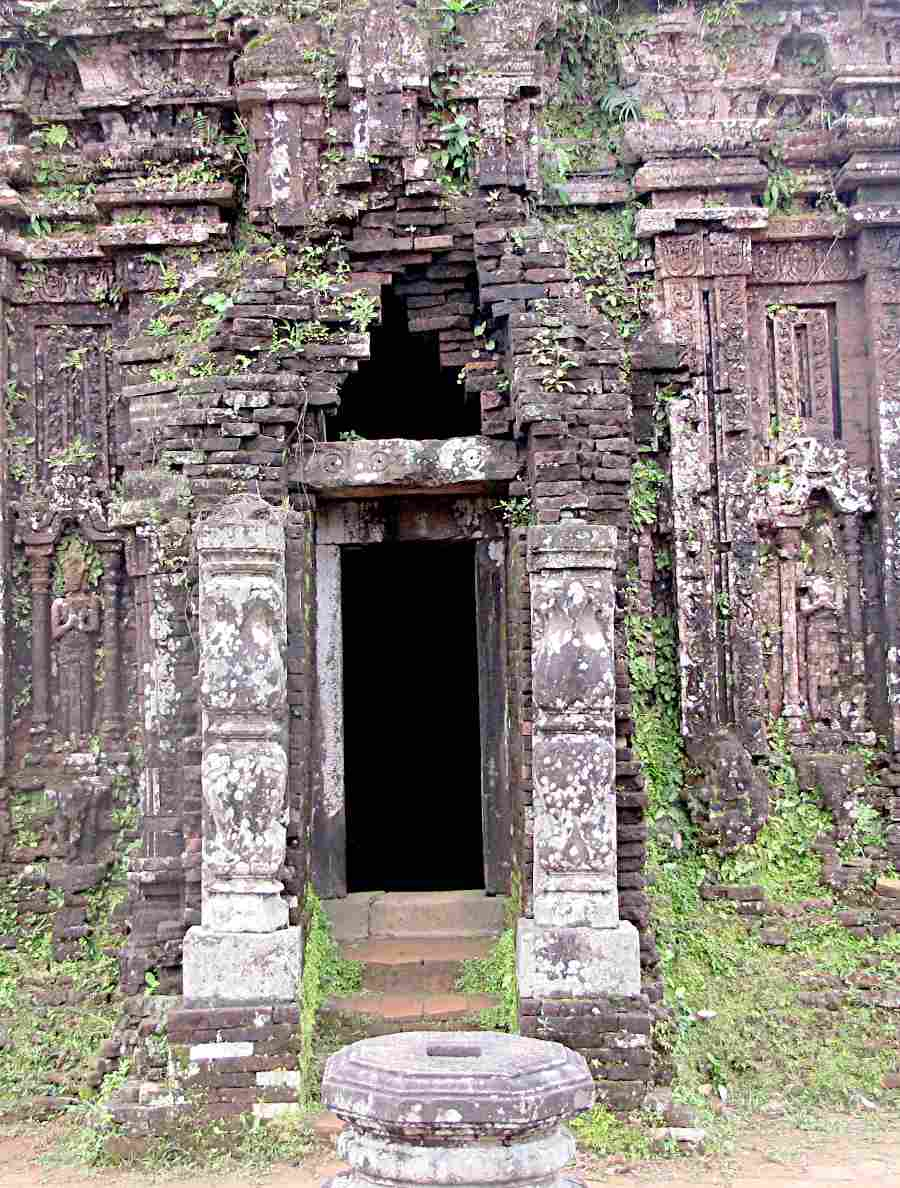
Kragbogen aus Ziegelsteinen in My Son in Vietnam
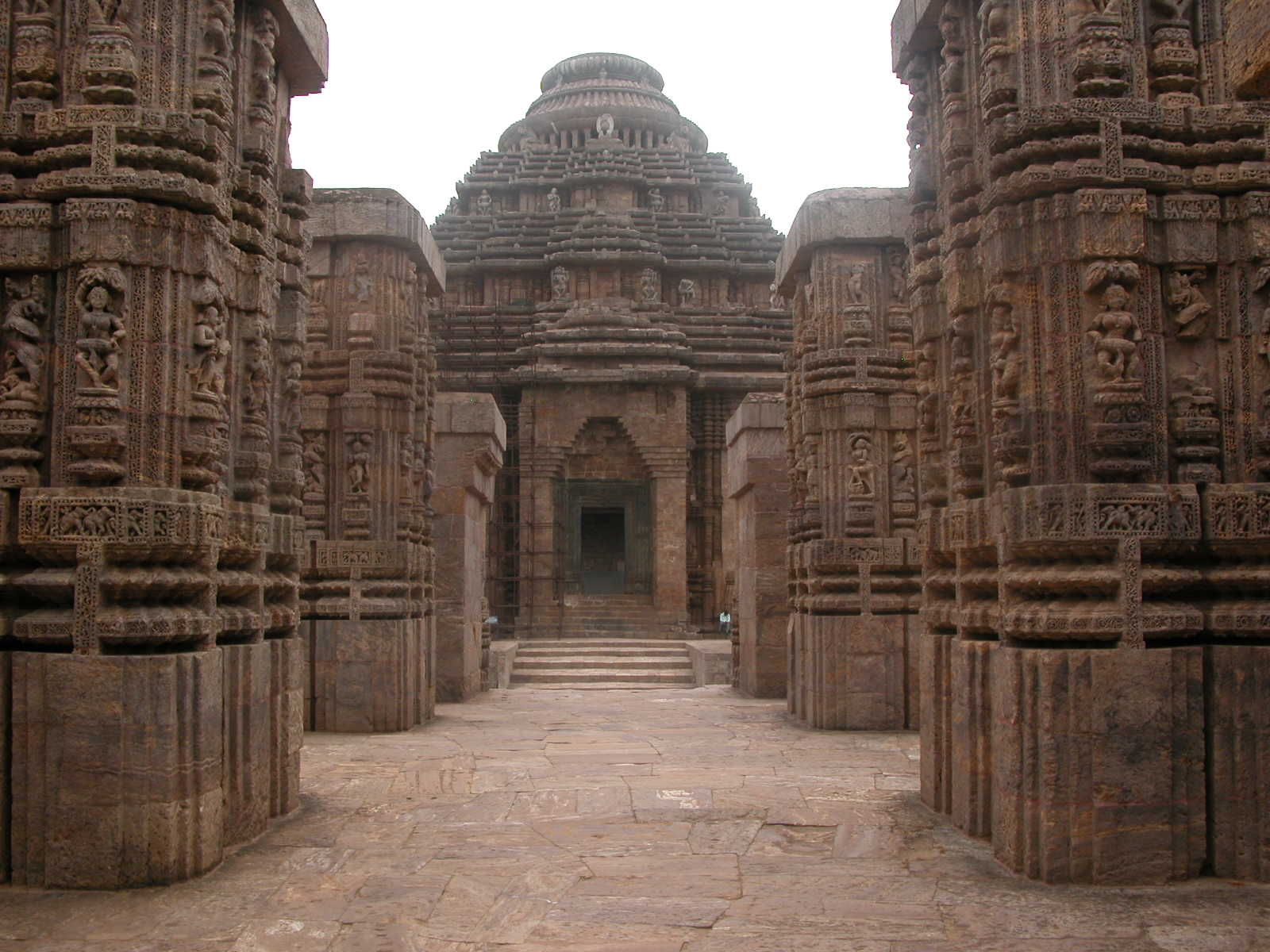
Kragbogen aus Stein im Sonnentempel von Konark, Indien